# 발레리야
발레리야(Валерия, 1968년 4월 17일 ~ )는 러시아의 가수이다.